# Merry Island
Merry Island är en ö i Kanada.   Den ligger i ögruppen Manitounuk Islands i territoriet Nunavut, i den östra delen av landet, 1 100 km norr om huvudstaden Ottawa. Arean är 23,9 kvadratkilometer.
Terrängen på Merry Island är platt. Öns högsta punkt är 94 meter över havet. Den sträcker sig 14,8 kilometer i nord-sydlig riktning, och 16,6 kilometer i öst-västlig riktning.
Trakten runt Merry Island är nära nog obefolkad, med mindre än två invånare per kvadratkilometer.